# Леседі ла Рона
Леседі ла Рона (сетсв. Lesedi La Rona, перекладається як «наше світло»), раніше відомий як Карове АК6 — алмаз ювелірної якості, — найбільший зі знайдених за останнє сторіччя алмазів, — вагою 1111 карат. Знайдений 2015 р. у північній частині Центральної Ботсвани на руднику Карове (англ. Karowe) канадською гірничодобувною компанією Lucara Diamond Corporation.

## Загальний опис
Маса знайденого алмазу дорівнює 1111 каратам (222,2 г), його розміри складають 65×56×40 мм. Алмаз належать до категорії IIa — вища проба якості за критеріями чистоти, кольору і прозорості. У світі налічується лише близько 2% діамантів категорії IIa. Про знахідку компанія оголосила 18 листопада 2015.
Знайдений алмаз є другим за величиною в історії. Єдиний алмаз більших розмірів — «Куллінан» («Зірка Африки») — був знайдений в 1905 році, його маса до поділу на частини становила 3106,75 карат.
Наступного дня після оголошення про знахідку алмазу в 1111 карат компанія повідомила про знахідку на тому ж родовищі алмазів масою 813 і 374 карат.

## Місце знахідки

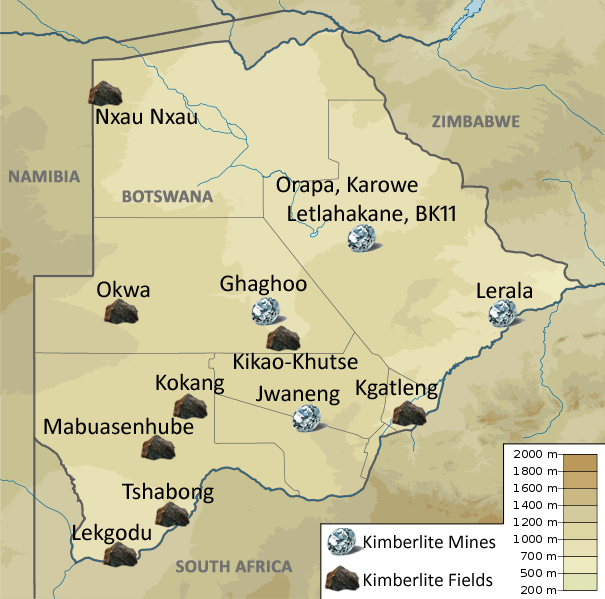
Алмазні шахти і кімберлітові поля в Ботсвані

Алмаз був знайдений в південній частині канадської компанії Lucara Diamond в шахті Карове за 500 км на північ від міста Габороне в Ботсвані. Шахта знаходиться в регіоні Летлхакане, який має три кімберлітові трубки Orapa, Летлхакане та Дамча, вона розроблюється спільно із компанією Debswana Diamond Company Ltd. Перший алмаз отримали із шахти в 2012. Ботсвана, Південно-Африканська Республіка та Намібія є трьома найбільшими постачальниками алмазів.

## Вартість
Точна вартість каменю не була визначена аж поки не вирішили, як він буде розрізаний і не було подробиць щодо його кольору. Алмазодобувний геолог Філ Свінфен оцінив його вартість (орієнтуючись на подібні продажі) в $40-60 млн.